# Mk II Matilda
Il Mk II Matilda, nome più popolare della dizione ufficiale Infantry, Tank, A12, Matilda Mk II, è stato un carro armato per fanteria ideato e progettato dal Regno Unito nella seconda metà degli anni trenta per rimpiazzare l'inadeguato predecessore Mk I Matilda. Dotato di spesse corazzature saldate e di un pezzo Ordnance QF 2 lb da 40 mm in torretta, costituì una parte fondamentale delle forze blindate britanniche nella prima fase della seconda guerra mondiale grazie alla sua robustezza; si rivelò infatti difficile da distruggere per tutte le armi anticarro coeve. Conobbe largo impiego nel corso della campagna di Francia e delle campagne nel deserto occidentale prima di essere soppiantato, nella seconda metà del conflitto, da altre macchine più moderne in conseguenza della crescente vulnerabilità dinanzi alla messa in campo di artiglierie in grado di fermarlo.
Nel corso dell'impiego operativo il Matilda mostrò anche limiti severi, ad esempio una velocità assai moderata anche su strada asfaltata e una discutibile affidabilità meccanica; inoltre l'armamento principale perse progressivamente efficacia. Continuò comunque a servire l'Esercito britannico e le forze armate del Commonwealth fino al termine delle ostilità, vedendo azioni anche nel teatro del Pacifico ed Estremo Oriente.

## Progettazione e caratteristiche
Il progetto di questo carro, nel 1936 si rifaceva ai concetti strategici della prima guerra mondiale, che prevedevano il carro totalmente asservito a protezione e a supporto della fanteria, quindi faceva parte dei cosiddetti carri fanteria.; di conseguenza questo mezzo non brillava per velocità e manovrabilità, in compenso la corazzatura era particolarmente spessa per l'epoca: i 78 mm di corazza frontale rendevano questo mezzo estremamente resistente, addirittura invulnerabile ai colpi dei pezzi anticarro in dotazione alle truppe dell'Asse; i colpi del Pak 36 da 37 mm tedesco così come quelli del 47 mm italiano semplicemente rimbalzavano sulla sua spessa corazza, spesso i tedeschi furono costretti a ricorrere o al fuoco dell`artiglieria o ad utilizzare il cannone antiaereo da 88 mm in funzione anticarro. Oltre allo spessore della corazza, un'altra qualità di questo carro erano lo scafo e la torretta prodotti in un unico blocco ciascuno, anziché imbullonati fra loro su un telaio, il che garantiva un'ottima resistenza ai colpi avversari.
L'armamento prevedeva un cannone anticarro da 40/50, cioè da 40 mm e con canna lunga 50 calibri (2 metri), dal discreto potere perforante. Per la difesa ravvicinata il carro prevedeva una mitragliatrice BSA Besa montata frontalmente e a volte una mitragliatrice Bren sulla torretta con funzione antiaerea.

## Varianti
- Infantry Tank Mark II - Matilda II:

Primo modello di produzione armato con mitragliatrice Vickers.
- Infantry Tank Mark II.A. - Matilda II Mk II:

Mitragliatrice Vickers sostituita dalla mitragliatrice BSA Besa.
- Infantry Tank Mark II.A.* - Matilda II Mk III:

Nuovo motore diesel Leyland usato al posto dei motori di AEC.
- Infantry Tank Mark II - Matilda II Mk IV:

Con motori migliorati, montaggio rigido e senza torretta.
- Infantry Tank Mark II - Matilda II Mk V:
- Matilda II Close Support  (CS):

Variante con obice da 3 pollici.
- Baron I, II, III, III

Telaio sperimentale con "flagello" sminatore - mai usato operativamente.
- Matilda Scorpion I / II

Telaio con il flagello, Utilizzato in Nord Africa, durante e dopo la battaglia di El Alamein.
- Matilda II CDL / V Matilda Cdl (Canal Defence Light)

La torretta normale era sostituita da una forma cilindrica contenente un riflettore (proiettato attraverso una fessura verticale) e una mitragliatrice Besa.

### Varianti australiane
- Matilda Frog (25)

Versione lanciafiamme.
- Murray e FT Murray

Versione lanciafiamme.
- Matilda Hedgehog (6)

## Impieghi operativi

### Francia, 1940

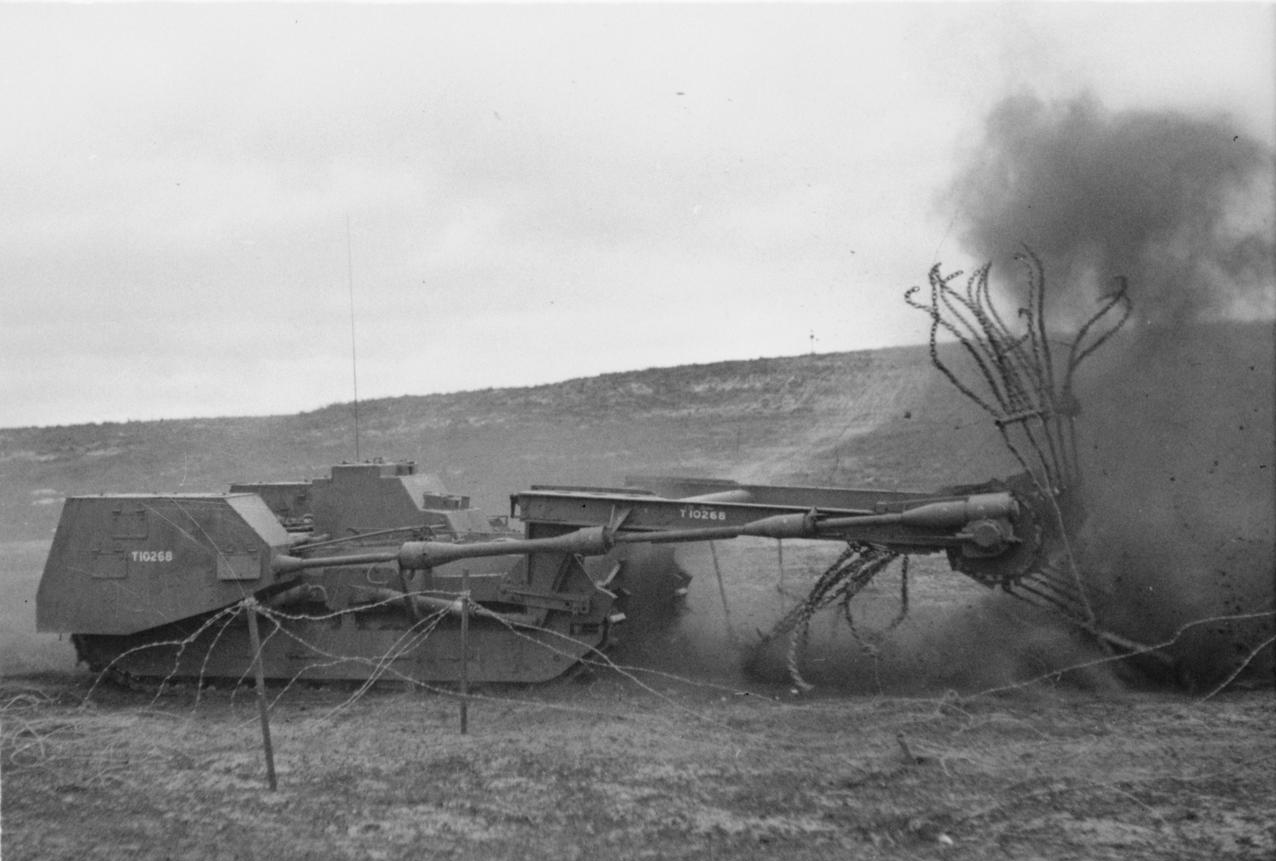
Matilda Baron durante un test

Il primo impiego operativo del Matilda, in dotazione al 4º Battaglione della 1ª Brigata corazzata inglese, fu in Francia nel 1940. Il carro, però, pur ottenendo buoni risultati, non brillò in quell'occasione per tre motivi:
- fu usato in un numero irrisorio, assieme ad altri carri "inferiori";
- si scontrò soprattutto contro truppe di fanteria piuttosto che con carri armati, quindi non fu possibile fare un paragone obiettivo con le forze corazzate nemiche;
- l'esercito alleato, in quella occasione, era in rotta e non aveva né il tempo né la lucidità di creare una strategia adatta per sfruttare al meglio le caratteristiche di questo carro.

Le cose andranno in maniera molto differente durante il suo secondo impiego operativo.

### Nordafrica, 1941-1943

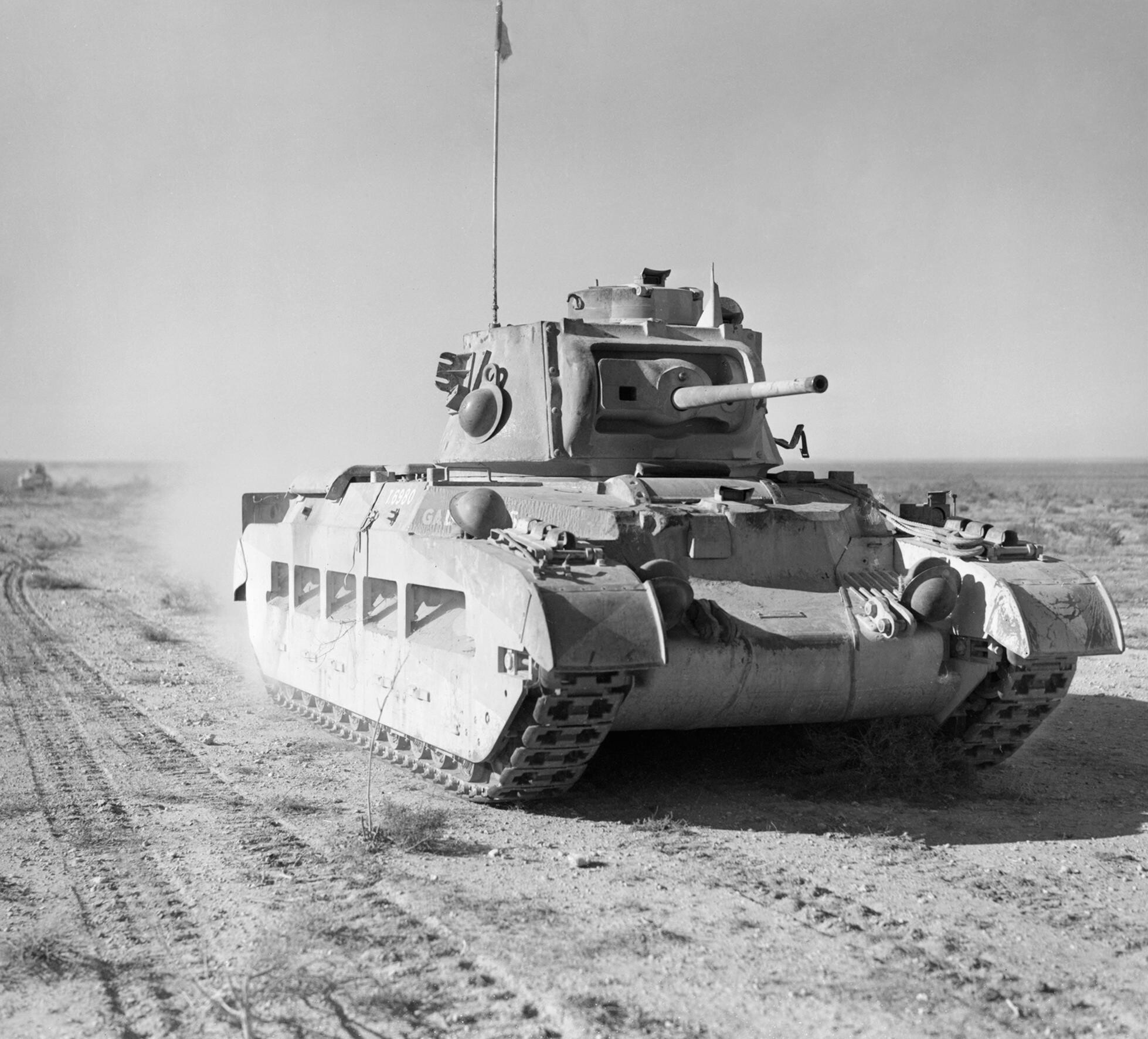
Un Matilda in marcia nel deserto libico

Nel novembre del 1940 l'8ª Armata britannica aveva solo poche centinaia di mezzi corazzati in Nordafrica: solo 200 erano carri armati di cui una cinquantina erano del tipo pesante da 30 tonnellate (e tra questi solo una dozzina erano del tipo "Matilda Mk II"). Ma verso la fine dell'anno, il primo ministro inglese Winston Churchill dispose l'invio di una brigata corazzata di 150 carri dei quali una cinquantina del tipo "Infantry Tank Matilda". Questi furono schierati soprattutto nella 7ª Divisione corazzata e nel 7º Reggimento aggregato alla 4ª Divisione fanteria indiana. Furono proprio queste due divisioni e questi carri armati a fare la differenza durante l'avanzata britannica su El-Agheila. Un episodio particolarmente esplicativo fu quello della battaglia di Nibeiwa dove i soli carri Matilda attaccarono e sconfissero un contingente italiano forte di 5 000 uomini e carri armati M11/39 e M13/40, subendo solo 7 perdite e catturando 4 000 soldati nemici. Alla fine dell'avanzata solo una dozzina di Matilda erano ancora funzionanti ma l'8ª Armata, nel suo insieme, era ancora intatta mentre l'esercito italiano era in rotta. Questi carri avevano combattuto quasi ininterrottamente per 33 ore coprendo una distanza di 270 km: un record nel campo della mobilità di forze corazzate che non sarà più eguagliato durante la seconda guerra mondiale.
Sulla battaglia di Nibeiwa va comunque precisato che i carristi italiani furono colti di sorpresa mentre scaldavano i motori e non ebbero la concreta possibilità di opporsi, anche se le armi dei loro carri nulla avrebbero potuto contro la corazzatura di quelli avversari. Si potrebbe dedurre, quindi, che la guerra corazzata tra inglesi e italiani non fu vinta sul campo di battaglia ma grazie a una fortissima penetrazione spionistica dei britannici nei reparti italiani che permise ai britannici di ottenere sempre la perfetta dislocazione dei dispositivi bellici. Infatti, il Matilda messo alla prova tecnicamente dimostrerà ben presto tutte le sue gravi lacune.
La battaglia di El Alamein dell'ottobre-novembre 1942 fu l'ultima per i Matilda in Nordafrica, nonostante i successi dell'anno precedente le loro prestazioni, nel 1942, apparvero abbastanza modeste per diversi fattori:
- Primo fra tutti il numero: non erano rimasti operativi molti Matilda dopo il loro impiego intensivo durante l'avanzata su El-Agheila di alcuni mesi prima.
- Comparvero in prima linea i carri armati M4 Sherman e Panzer IV Ausf. F1, meglio corazzati e soprattutto armati con cannoni a media/alta velocità iniziale da 75 mm in torretta;
- Il generale Erwin Rommel (arrivato in Nord-Africa l'anno prima) faceva uso dei cannoni FlaK da 88 mm come armi controcarro, essi potevano perforare comodamente una dozzina di centimetri di corazza d'acciaio a 1 km di distanza, quindi il vantaggio della corazza pesante del Matilda veniva annullato.

In ogni caso il Matilda ha partecipato con successo ad alcune fasi fondamentali della battaglia, anche se come "spalla" dei più potenti carri Sherman.

Successivamente i Matilda rimasti saranno usati per scacciare definitivamente le forze dell'Asse dal Nordafrica.

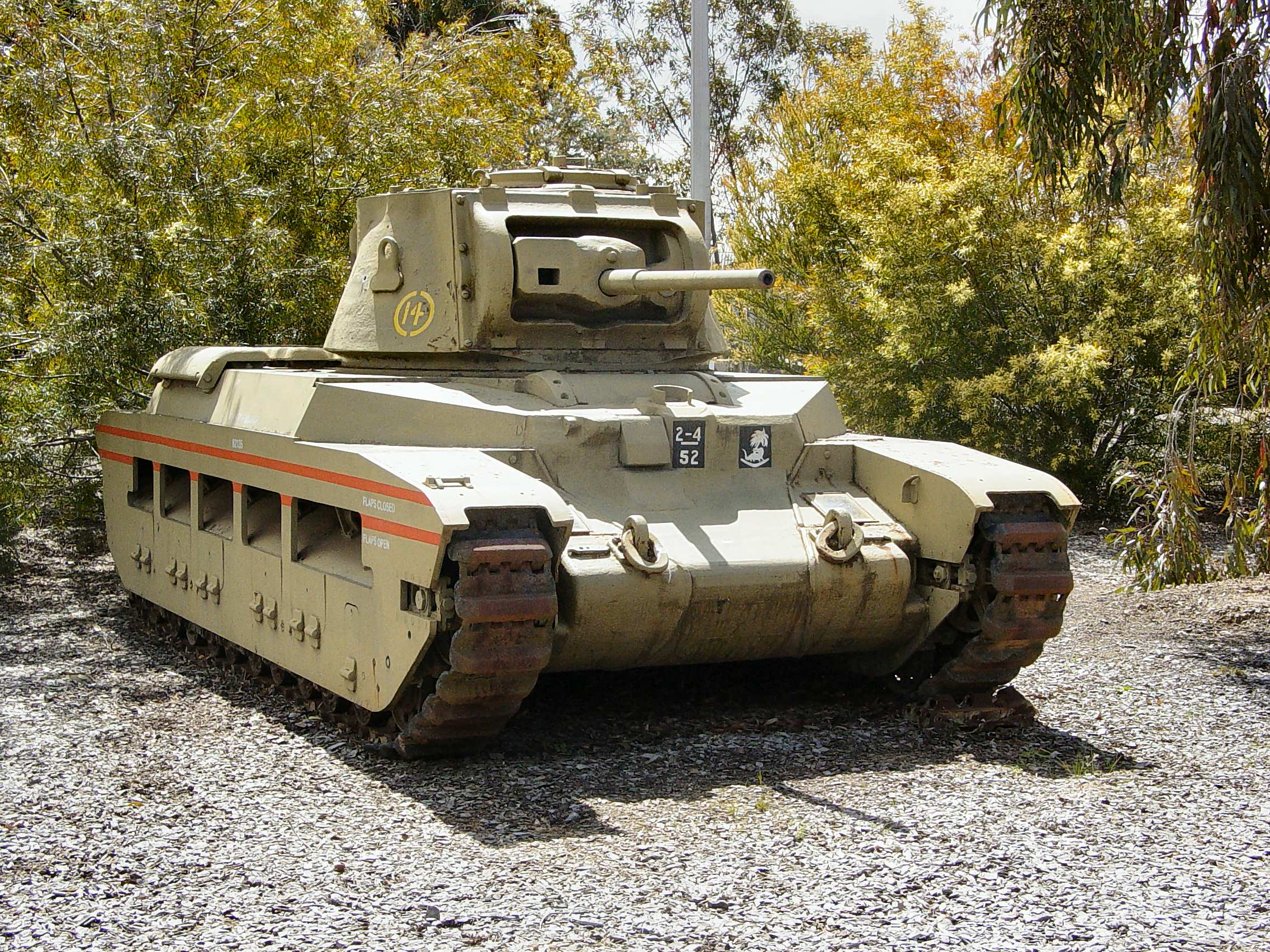
Matilda Mk II al Puckapunyal Tank Museum

### Oceano Pacifico, 1943-1944
Dopo il "congedo" dal Nord Africa questo carro fu impiegato in Nuova Guinea dalle truppe australiane e, equipaggiato con speciali carburatori per il funzionamento alle basse temperature, se ne servì l'Armata Rossa per addestrare i suoi carristi. L'ultimo impiego operativo dei Matilda rimasti fu nella guerra contro i giapponesi. In questa occasione essi poterono dare una buona prova di sé: nei teatri di operazione del Pacifico la norma non era grandi battaglie fra carri armati, ma l'uso del carro come mezzo di accompagnamento della fanteria (e solo qualche scontro occasionale con carri nemici, tra l'altro di livello mediocre), questa modalità d'uso era proprio quella per cui il Matilda era stato progettato inizialmente.

## Curiosità
Il comandante della 6ª Divisione australiana, generale Iven Mackay, affermò che per lui un Matilda valeva come un intero battaglione di fanteria.